# Ростислав (линейный корабль, 1844)
«Ростислав» — парусный линейный корабль Черноморского флота Российской империи, находившийся в составе флота с 1844 по 1855 год, участник Крымской войны, в том числе Синопского сражения. Во время несения службы по большей части участвовал в практических плаваниях в Чёрном море и перевозке войск, а во время обороны Севастополя был затоплен на рейде.

## Описание корабля

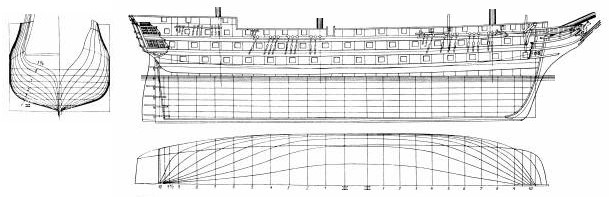
Теоретический чертёж линейного корабля «Силистрия» из фондов ЦГАВМФ

Парусный 84-пушечный линейный корабль, как и для кораблей типа «Султан Махмуд» прототипом для его постройки послужил корабль «Силистрия». Круглая корма кораблей этого типа повышала прочность корпуса, в их наборе использовались металлические детали, а пеньковые канаты были заменены якорь-цепями. От кораблей серии «Ростислав» отличался большей шириной в гондеке в связи с необходимостью размещения бомбических орудий. Водоизмещение корабля составляло 3890 тонн, длина между перпендикулярами — 59,7—59,8 метра, длина по гондеку — 60,2 метра, ширина — 16,7—16,8 метра, глубина интрюма — 8,2 метра, а осадка — 7,2 метра. Вооружение корабля по сведениям из различных источников составляли от 84 до 96 орудий, из них восемь 68-фунтовых бомбических орудий, пятьдесят шесть 36-фунтовых чугунных пушек, двадцать 24-фунтовых пушек или пушко-карронад, одна 3-фунтовая медная пушка, две 3/4-фунтовые медные пушки, две 24-фунтовые, шесть 18-фунтовых и одна 12-фунтовая карронада, а также два 3-фунтовых фальконета. Экипаж корабля состоял из 770 человек.

## История службы

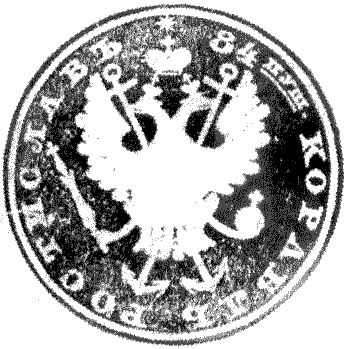
Оттиск печати линейного корабля «Ростислав»

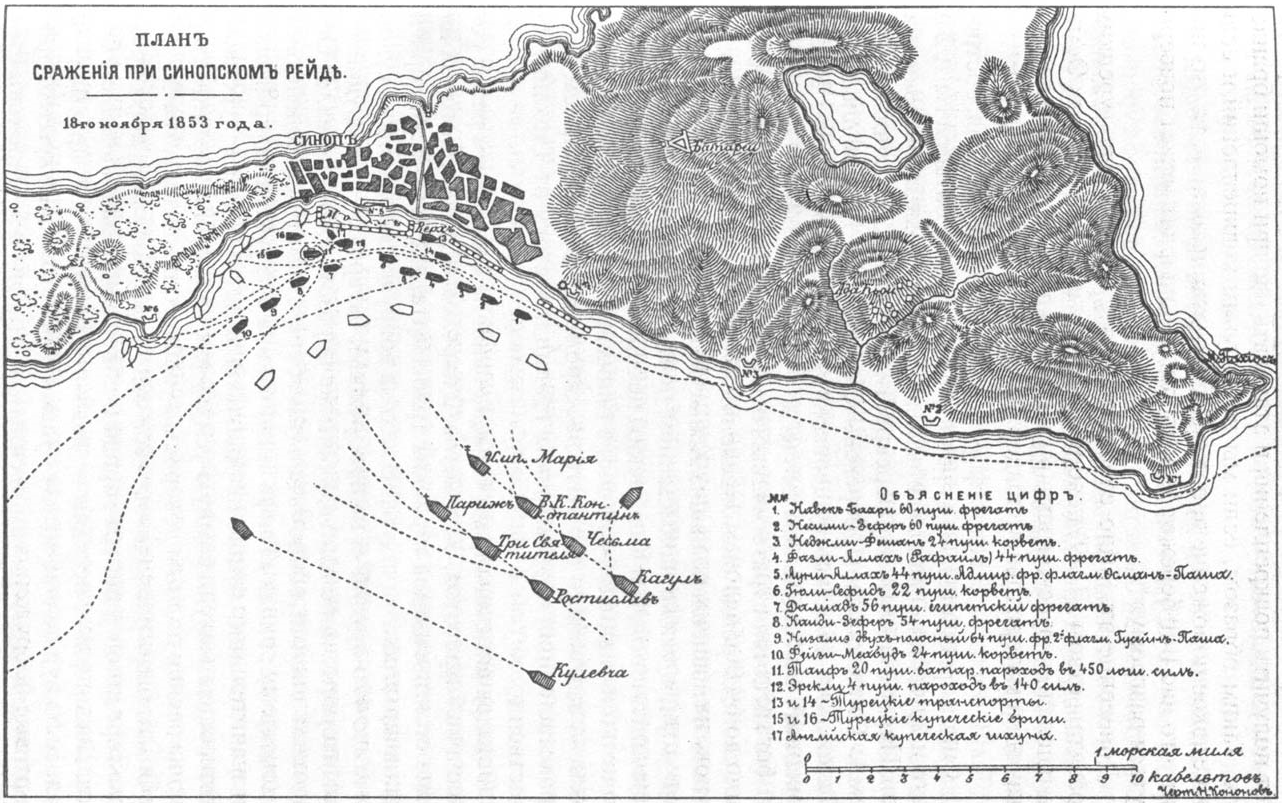
План Синопского сражения

Линейный корабль «Ростислав» был заложен 16 (28) мая 1843 года на стапеле Спасского адмиралтейства в Николаеве и после спуска на воду 1 (13) ноября 1844 года вошёл в состав Черноморского флота России. Строительство вёл кораблестроитель подполковник Корпуса корабельных инженеров И. С. Дмитриев. В следующем 1846 году корабль перешёл из Николаева в Севастополь.
В кампании 1847, 1849 и 1852 годов в составе эскадр кораблей Черноморского флота принимал участие в практических плаваниях в Чёрном море. В кампанию следующего 1853 года с июня по август также принимал участие в практическом плавании, в том числе 10 (22) августа участвовал в гонках кораблей, а во время учебной атаки флота на Севастопольский рейд 12 (24) августа находился на стороне атакующих. В кампанию того же года с 17 (29) сентября по 2 (14) октября в составе эскадры вице-адмирала П. С. Нахимова принимал участие в перевозке войск из Севастополя в Сухум-Кале, так на корабле было перевезено 943 солдат и офицеров Литовского полка 13-й дивизии.
Принимал участие в Крымской войне, 29 октября (10 ноября) 1853 года в составе эскадры вице-адмирала В. А. Корнилова принимал участие в поисках турецкого флота сначала у румелийского, а затем у анатолийского берегов. 6 (18) ноября в море был передан в состав эскадры П. С. Нахимова, в составе которой продолжил курсировать вдоль анатолийского берега. 11 (23) ноября корабли эскадры обнаружили турецкую эскадру и блокировали её в Синопе.

### «Ростислав» в Синопском сражении

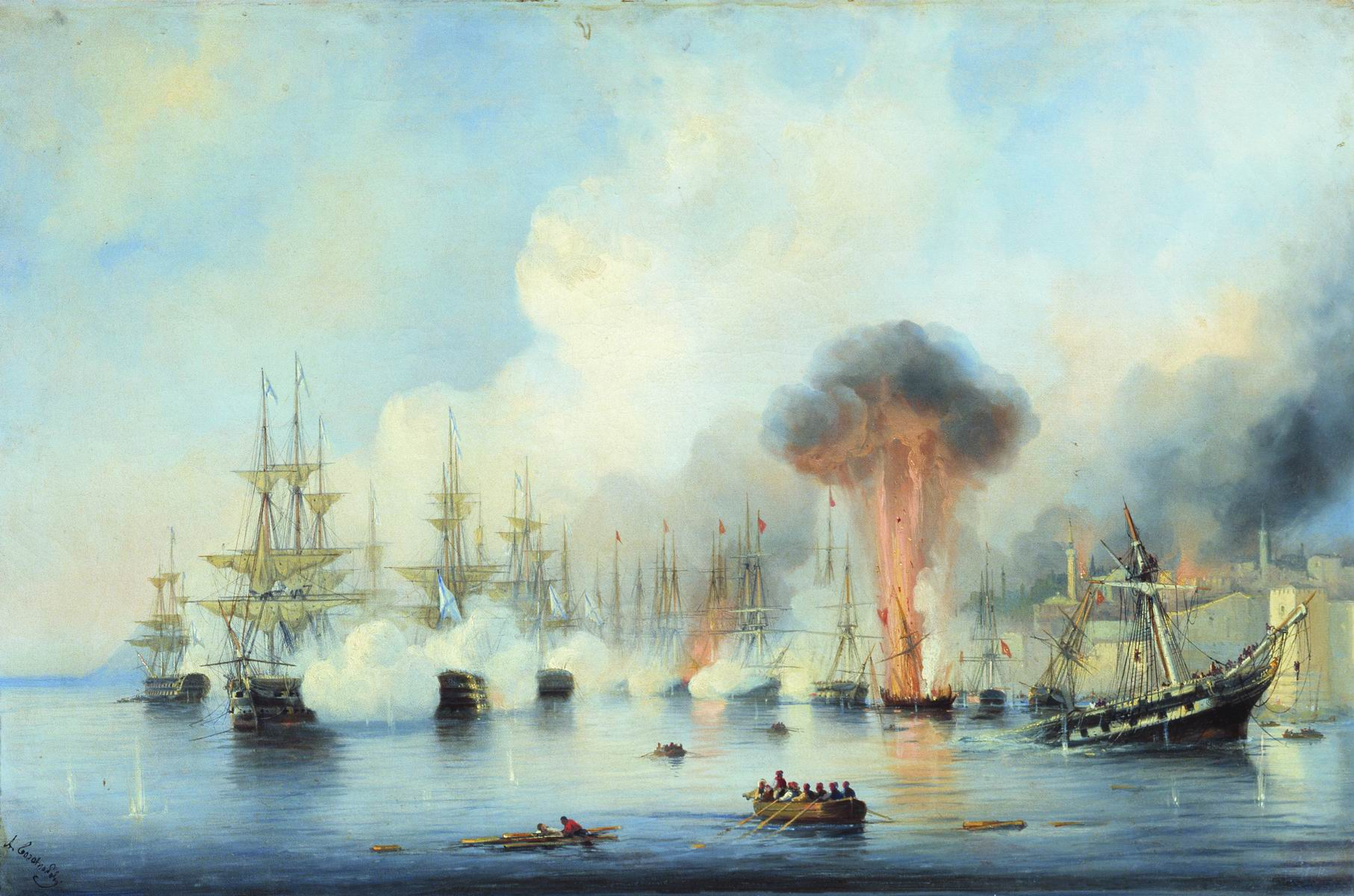
Синопский бой 18 ноября 1853 года. А. П. Боголюбов, 1860 год

В сражение 18 (30) ноября «Ростислав» входил в составе левой колонны за кораблями «Париж» и «Три Святителя». Во время боя стрелял по батарее № 6, фрегату «Низамие» и корвету «Фейзи-Меабуд». Во время боя один из турецких снарядов попал в батарейную палубу, разорвал орудие среднего дека, ранил 40 матросов и вызвал сильный пожар, который стал угрожать крюйт-камере. Однако мичману Николаю Колокольцову удалось добраться до крюйт-камеры и потушить загоревшийся занавес, прикрывавший люки выхода камеры, тем самым спасти корабль от взрыва. Несмотря на повреждения, под огнём «Ростислава» батарея была уничтожена, а корвет «Фейзи-Меабуд» выброшен на берег. За четыре часа Синопского сражения корабль «Ростислав» сделал 3960 выстрелов (по другим данным — около 5000 выстрелов), больше чем любой другой корабль русской эскадры. Потери экипажа во время боя составили три человека убитыми, 105 — ранеными. Корабль получил 25 пробоин, а также, помимо разорвавшегося орудия, повреждения всех мачт и бушприта.
За участие в сражении командир корабля капитан 1-го ранга А. Д. Кузнецов был награждён орденом Святого Владимира III степени и 28 ноября (10 декабря) 1853 года произведен в контр-адмиралы, а лейтенант Н. А. Колокольцов — орденами Святого Владимира IV степени с бантом, Святого Георгия IV степени и годовым окладом жалования, а также был произведён в лейтенанты.

### После Синопского сражения
22 ноября (4 декабря) 1853 года корабль пришёл в Севастополь, причём часть пути он находился на буксире у парохода «Громоносец». В апреле следующего 1854 года «Ростислав» был поставлен на рейде у Куриной балки, а в декабре того же года силами экипажа корабля между 5-м и 6-м бастионами был построен Ростиславский редут. 13 (25) февраля 1855 года «Ростислав» был затоплен на рейде между Николаевской и Михайловской батареями. После затопления «Ростислава», «Святослава» и «Двенадцати апостолов» в Севастополе остался отряд из шести боеспособных линейных кораблей Черноморского флота, включавший корабли «Чесма», «Великий князь Константин», «Императрица Мария», «Храбрый» «Париж» и «Ягудиил».
После войны при расчистке Севастопольской бухты в октябре 1861 года был поднят по частям.

## Командиры корабля
Командирами линейного корабля «Ростислав» в разное время служили:
- капитан 1-го ранга П. Ф. Мессер (1846—1848 годы)[15];
- капитан 1-го ранга А. Д. Кузнецов (1849—1854 годы)[16];
- капитан-лейтенант, а с 6 (18) декабря 1854 года капитан 2-го ранга П. В. Воеводский (1854-1855 год)[17].